# 亞利桑那沙漠蜈蚣
亞利桑那沙漠蜈蚣（學名：Scolopendra polymorpha）又名虎紋蜈蚣或條紋沙漠蜈蚣，位在美國西南部、墨西哥北部和太平洋沿岸。

## 外部連結
- Image（页面存档备份，存于）
- Image（页面存档备份，存于）